# Kęstutis Marčiulionis
Kęstutis Marčiulionis (ur. 4 kwietnia 1977 w Kownie) – litewski koszykarz występujący na pozycji rozgrywającego, reprezentant kraju, olimpijczyk, multimedalista międzynarodowych imprez koszykarskich.

## Osiągnięcia
Na podstawie, o ile nie zaznaczono inaczej.

### NCAA
- Uczestnik turnieju NCAA (1998, 1999)
- Mistrz America East:
  - turnieju konferencji (1998, 1999)
  - sezonu regularnego (1998, 1999)

### Drużynowe
- Mistrz Litwy (1994, 2001)
- Wicemistrz:
  - Północnoeuropejskiej Ligi Koszykówki (2001)
  - Polski (2005)
- Brązowy medalista mistrzostw Polski (2003)

### Reprezentacja
Seniorów
- Brązowy medalista igrzysk olimpijskich (2000)
- Uczestnik mistrzostw Europy (1999 – 5. miejsce)

Młodzieżowe
- Mistrz Europy:
  - U–22 (1996)
  - U–18 (1994)
- Uczestnik mistrzostw:
  - świata:
    - U–22 (1997 – 8 .miejsce)
    - U–19 (1995 – 5 .miejsce)

  - Europy:
    - U–22 (1996, 1998 – 8 .miejsce)
    - U–16 (1993 – 5 .miejsce)
- Lider mistrzostw Europy U–22 w asystach (1998)